# Rebecca Randhawa
Rebecca Randhawa född 1986 i Kista, är en svensk journalist och programledare på SVT. 

## Biografi
Rebecca Randhawa växte upp i Järva och Kista. Hennes far kommer från Indien och hennes mor från Sverige. Efter att ha gått Idrottsgymnasiet i Sundsvall har hon studerat business management i bland annat São Paulo, Brasilien och journalistik i Madrid, Spanien.
Randhawa var med och startade upp SVT:s redaktion i Rinkeby 2015 och har under flera år bevakat utsatta områden. Hon har även varit reporter på Agenda. Randhawa har även varit vikarierande utrikeskorrespondent i USA och lett program som Sverige idag, Rapport, Aktuellt, SR:s Studio ett och Agenda special om försvarspolitiken. Hon är sedan 2021 programledare för Utrikesbyrån, SVT:s utrikesmagasin.
Hon har suttit i Publicistklubbens styrelse under två år.
Familj
Rebecca Randhawa är sambo och har två barn tillsammans med journalisten Dusan Umičević som arbetar på SVT sport.